# Luís Carlos Nunes da Silva
Luís Carlos Nunes da Silva, noto semplicemente come Carlinhos (Rio de Janeiro, 19 novembre 1937 – Rio de Janeiro, 22 giugno 2015), è stato un allenatore di calcio e calciatore brasiliano di ruolo centrocampista.

## Palmarès

### Club
- Campionato Carioca: 2

Flamengo: 1963, 1965
- Torneo Rio-San Paolo: 1

Flamengo: 1961